# Методика чернильных пятен Хольцмана
Методика чернильных пятен Хольцмана (англ. Holtzman inkblot technique; HIT) — проективный тест для выявления личностных характеристик.

## История
Методика разработана в 1961 году Уэйном Хольцманом и его коллегами с целью преодоления психометрических недостатков теста чернильных пятен Роршаха.
Отличия методики состоят в следующем — стимульный материал предоставляет большую вариабельность цветов, форм и теней; пятна существенно различаются по степени симметрии или баланса, обеспечивая дополнительное измерение для анализа; от респондента требуется всего один ответ на карточку, что облегчает интерпретацию; после каждого ответа исследователь должен задать определённое количество вопросов респонденту; доступны тщательно согласованные параллельные формы методики, что позволяет проводить повторные исследования и наблюдать за внутриличностными изменениями; стандартизованные процентильные нормы предусмотрены для 22 шкал для разных групп населения, что облегчает интерпретацию и анализ; групповые методы компьютерного подсчета позволяют использовать методику Хольцмана для быстрого, крупномасштабного скрининга, а также для индивидуальной диагностики и оценки.

## Тестовый материал
Был разработан новый набор чернильных пятен, в результате чего их общее количество увеличилось до 45 по сравнению с 10 у Роршаха. Ответы оцениваются по 22 переменным, а взвешенная система подсчёта количественных показателей даёт один числовой показатель для каждой из этих переменных.

## Стандартизация теста
Для HIT получены основательные данные по валидности. Исследования по валидности связаны с различными подходами, в том числе с изучением тенденций развития, межкультурных различий, корреляции с другими тестами и с поведенческими проявлениями личностных характеристик, а также со сравнением результатов таких групп, как группы здоровых испытуемых и испытуемых с психическими расстройствами. Методика успешно применялась в составе Стандартизированного метода исследования личности (СМИЛ) в ходе опрашивания и изучения криминальных групировок, личности преступника, мотивации преступного поведения.